# Colegio de San José (Tortosa)
El Colegio de San José  es un edificio —en sus principios con la función de seminario— de la población de Tortosa perteneciente a la comarca catalana del Bajo Ebro en la provincia de Tarragona. Es una construcción-colegio de arquitectura popular incluida en el Inventario del Patrimonio Arquitectónico de Cataluña  y protegida como Bien Cultural de Interés Local.

## Historia
Fue fundado en 1863 por el beato Manuel Domingo y Sol, para la enseñanza de niños pobres que querían ser sacerdotes. El mismo sacerdote fundó otros colegios en diferentes lugares de la península ibérica e incluso en Roma.
El año 1923 el edificio sufrió una importante ampliación, que determinó la actual estructura. En 1970 se empezaron a impartir también estudios de EGB, que continuaron junto con los de Bachillerato.

## Descripción
Se encuentra situado en el barrio del Rastro, en el extremo noreste de la ciudad de Tortosa, bajo el Fuerte de Bonet. El conjunto consta de un sector edificado de cuerpos rectangulares colocados en ángulo de 90°, conformando una planta irregular para poder aprovechar al máximo la luz natural. Hay además un patio interior y un espacio abierto exterior, entre el colegio y la montaña, donde se ubican las pistas de deporte y la zona de recreo para los alumnos. La altura de las edificaciones es irregular, oscila entre dos y cuatro plantas. El tejado es a dos vertientes.
En el interior de los diferentes cuerpos se distribuyen las clases, habitaciones y otras dependencias del internado. La capilla principal, de estructura bastante sencilla, está dedicada a la Virgen del Carmen. Conforma una planta rectangular de cinco tramos, cubierta con bóveda de medio punto rebajada simulando crucerías. El altar es moderno de inspiración clasicista. Presenta escasa iluminación. Tiene acceso desde la planta baja, aunque ocupa dos niveles del edificio y desde el primer piso se puede acceder al coro, situado en el tramo de los pies. Hay dos capillas más, pequeñas, dedicadas a Santo Domingo y San José.